# Paulo Campos
Paulo Luiz Campos (n. 20 februarie 1957 la Niterói) este un antrenor de fotbal brazilian care pe durata carierei sale de antrenor are la activ peste 30 de echipe de club și naționale antrenate.

## Palmares
Al Shabab
- Prima Ligă Saudită: 1990–91
- Arab Super Cup: 2000

Al-Rayyan
- Qatar Crown Prince Cup: 2001

Asteras Tripolis
- Beta Ethniki: 2006–07

Al-Hilal
- Prima Ligă Sudaneză: 2010

## Legături externe
- Profil pe transfermarkt